# Masafer Yatta
Masafer Yatta (en árabe: مسافر يطا‎; alternativamente escrito como: Mosfaret Yatta) es una serie de diecinueve aldeas palestinas en la Gobernación de Hebrón, en el extremo sur de Cisjordania, ubicada a unos 24 kilómetros al sur de la ciudad de Hebrón, justo en el borde palestino de la llamada Línea Verde de 1948, la frontera internacionalmente reconocida con Israel. La zona tiene una extensión de 36 kilómetros cuadrados, de los que 10,2 kilómetros cuadrados han sido confiscados por el ejército israelí, que ha declarado parte de su superficie como campo de tiro y prohíbe todo tipo de construcción en ellas, además de demoler numerosas casas y dejar impunes los incidentes violentos protagonizados por colonos en la mayoría de los casos.El documental No Other Land, ganador de los premios a mejor documental en la Berlinale y en los Óscar de 2025, denuncia la situación de violación de derechos humanos en Masafer Yatta.

## Etimología
Se cree que el nombre "Masafer" deriva de las palabras árabes "viajante," debido a la distancia necesaria para llegar desde Yatta, o "nada", a raíz de la creencia local de que "nada" puede sobrevivir en la zona. Otras fuentes traducen el nombre como "Gran Yatta".

## Historia
Existen en la zona numerosos restos arqueológicos del periodo canaanita.
En 1881, la Fundación para la Exploración de Palestina describió en su Estudio sobre Palestina Occidental los siguientes lugares: Shảb el Butm, que significa "la espuela de la cornicabra",
Tuweil esh Shîh, que significa "la cumbre o la cresta de artemisia",
Kh. el Fekhît, que significa "las ruinas de la fisura", y Kh. 
Bîr el 'Edd, que significa "las ruinas del pozo perenne".
En Kh. Bîr el 'Edd, la Fundación para la Exploración de Palestina dejó constancia de "restos de ruinas, y una cisterna", mientras que en Kh. el Fekhît, encontraron "restos de ruinas, y una cueva."

### Ocupación israelí

#### Contextualización
Desde la Guerra de los Seis Días de 1967, Israel mantiene toda Cisjordania, la Franja de Gaza, Jerusalén Este y los Altos del Golán bajo un régimen de ocupación militar. El grupo de aldeas de Masafer Yatta se encuentra ubicado en la denominada "Zona C," lo que significa que Israel tiene pleno control civil y militar sobre ellas. El ejército israelí utiliza la zona para entrenamientos militares y la denomina Campo de Tiro 918. Entre 1000 y 4000 palestinos corren el riesgo de ser expulsados de sus casas y propiedades.

#### Batalla legal

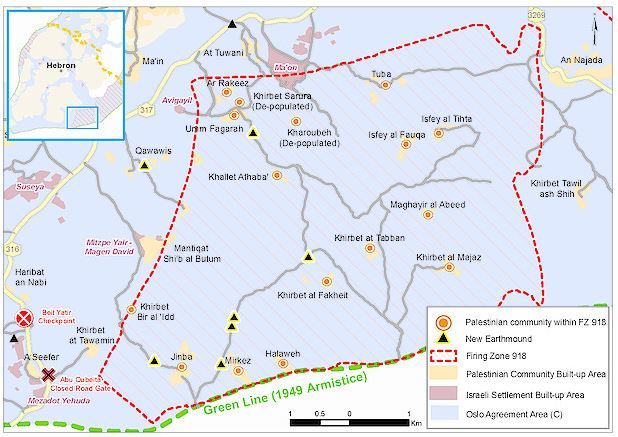
Área conocida como Masafer Yatta, y denominada "campo de tiro 918" por las autoridades israelíes.

Muchas de las familias de la zona llevan viviendo en cuevas o en casas construidas por ellos mismos desde antes de que Israel ocupara militarmente Cisjordania en 1967. En los años setenta, la zona fue declarada un campo de tiro y en 1999, el ejército israelí expulsó de sus hogares y de sus tierras a unos 700 palestinos de un total de 12 aldeas de Masafer Yatta. En marzo del año 2000, tras apelar al Tribunal Supremo Israelí, se permitió que unos 200 aldeanos volvieran de manera provisional a sus hogares y cultivaran sus tierras. En diciembre de 2002, un mediador del ejército israelí propuso desplazarlos a unas tierras mucho más reducidas al sur de Yatta, algo que los aldeanos rechazaron. Desde entonces, Israel ha solicitado en 27 ocasiones al Tribunal Supremo que revoque su decisión provisional y permita la expulsión de los palestinos de la zona. En enero de 2005, el ejército israelí demolió 15 cisternas de agua y 19 casas que habían sido construidas con ayuda británica. Organizaciones pacifistas como Rabinos por los Derechos Humanos (RHR en sus siglas inglesas) colaboran en la asistencia legal de los palestinos damnificados por ataques de colonos y por el intento de las autoridades israelíes de expulsarlos de sus tierras. Tras una larga batalla legal, en febrero de 2005 RHR consiguió que se detuviesen las demoliciones y en 2009 que los habitantes de Bir El 'Id pudieran volver a sus tierras tras diez años de expulsión. En abril de 2012, el Tribunal Supremo Israelí decidió retomar el asunto tras más de 10 años de provisionalidad, y en mayo de 2012 el ejército israelí realizó maniobras de tiro en la zona por primera vez en años.
En julio de 2012, Israel hizo públicos sus planes para la zona la propuesta es demoler ocho aldeas y dejar dos (más otras dos que están abandonadas), lo que supondría la expulsión de más de 1000 palestinos y la permanencia de unos 250. Los expulsados podrían volver para cosechar sus tierras solamente durante los fines de semana, vacaciones judías y durante dos meses no consecutivos. Una última aldea, Maghayir al-‘Abeed, aparece en el mapa israelí de aldeas que sobrevivirían a las demoliciones, pero no aparece listada como tal, por lo que no queda claro su destino. Dado que esto suponía un cambio en la posición de las autoridades israelíes, una nueva batalla legal se inició que terminaría con la orden del Tribunal Supremo de establecer un proceso de mediación entre ambas partes que se inició en octubre de 2013. El 1 de febrero de 2016 se anunció que el proceso de mediación no había tenido éxito, por lo que en la mañana del mismo 2 de febrero, el ejército israelí derribó 15 edificios en Khirbet Jenbah y 7 más en Khirbet al-Halawah, dejando sin hogar a un total de 110 personas, 64 de ellas niños. Además, también confiscó tres paneles solares en Khirbet Jenbah y dos en Khirbet al-Halawah. Ese mismo mediodía, el Tribunal Supremo ordenó la suspensión provisional de toda demolición hasta nuevo aviso.

#### Situación actual
Al mismo tiempo que permite e incluso fomenta la construcción de asentamientos judíos considerados ilegales por la comunidad internacional, Israel prohíbe toda construcción en la zona mediante su negativa a preparar planes urbanísticos sin los cuales toda construcción es considerada ilegal y, como consecuencia, demolida. Según las autoridades israelíes, el plan urbanístico vigente en la zona es el de 1942 (realizado durante el Mandato Británico de Palestina), que catalogaba toda la zona como agraria permitiendo la construcción esporádica de viviendas, algo que no se permite en la actualidad. En las localidades de Cisjordania donde sí han establecido planes urbanísticos, las autoridades israelíes lo han hecho para limitar su crecimiento, como en la vecina At Tuwani, a la que han concedido 5,2 hectáreas urbanizables (menos de los que ya están construidos), lo que contrasta con el vecino asentamiento israelí de Mao'on, con la misma población que At Tuwani pero al que han concedido 38,5 hectáreas.
La violencia protagonizada por los colonos israelíes del cercano asentamiento de Havat Mao'on ha sido atestiguada por ONGs como la israelí B'Tselem, que incluye en dicha violencia ataques físicos contra los aldeanos y contra voluntarios de ONGs que trabajan en la zona, quema de tiendas de campaña, talado de olivos y de frutales, quema de cultivos de grano, perros lanzados contra aldeanos y robo o maltrato del ganado. Un vídeo de varios colonos atacando a ancianos palestinos de Masafer Yatta está disponible en su página web.
Unas 350 personas se han visto forzadas a emigrar de Masafer Yatta debido a la difícil situación política y económica derivada directamente de la catalogación de estas tierras como zona militar. La aldea de Bir el-Eid, la más cercana al asentamiento ilegal israelí de Mitzpeh Yair, ha informado de que su cisterna fue vandalizada arrojando el cadáver de un animal en ella. Los habitantes de la aldea aseguran que "se cree que los colonos israelíes están detrás de este acto de vandalismo".
El 3 de septiembre de 2013, cinco premios Nobel de Literatura (Mario Vargas Llosa, J.M. Coetzee, Orhan Pamuk, Herta Müller y Seamus Heaney) se posicionaron contra el desalojo que el ejército de Israel quiere hacer de las aldeas de Masafer Yatta. Entre los firmantes estaban también los escritores Javier Cercas, Juan Gelman, Eduardo Galeano, Philip Roth, Joe Sacco, John Le Carré, Junot Díaz, Ian McEwan, Roberto Saviano, Alessandro Baricco o Julian Barnes.
El 25 de septiembre de 2016, fuerzas del ejército israelí llegaron a la reserva natural de Masafer Yatta -que contiene más de 5000 árboles y 8 pozos de agua-, cortaron la alambrada que la delimita y arrancaron entre 30 y 35 árboles jóvenes. El 20 de diciembre de 2016, Israel confiscó un tráiler en la localidad de Al-Markaz que funcionaba como clínica para los habitantes de la zona. Apenas llevaba tres días en la aldea.
El 8 de enero de 2017, un grupo de más de diez colonos enmascarados atacaron a unos cooperantes que acompañaban a pastores palestinos cerca de la aldea de Al Tawani y del asentamiento de Havat Mao'on, hiriendo a tres de ellos y robándoles una cámara de vídeo. El 14 de agosto de este mismo año, tropas israelíes demolieron dos casas en Khashem al Daraj que habían sido financiadas con fondos de la Unión Europea.

| Yuval Abraham יובל אברהם | Twitter |
| @yuval_abraham           |         |

             Un grupo de colonos acaba de linchar a Hamdan Ballal, codirector de nuestra película No other land. Lo golpearon y presenta heridas en la cabeza y el estómago. Los soldados irrumpieron en la ambulancia que había llamado y se lo llevaron. No hay rastro de él desde entonces.
         

        24 de marzo de 2025

El 24 de marzo de 2025 el cineasta palestino Hamdan Ballal, ganador de un premio Oscar por el documental No Other Land, fue linchado por un grupo de colonos israelíes armados con porras, cuchillos y al menos un rifle de asalto en su casa en la aldea de Masafer Yatta, en Cisjordania. Tras el ataque fue trasladado a una ambulancia, pero militares israelíes le detuvieron cuando aún estaba sangrando. Al día siguiente fue liberado después de pasar toda la noche maniatado en una base militar «mientras dos soldados le golpeaban en el suelo».
El 28 de marzo un ataque de colonos israelíes contra la localidad Masafer Yatta dejó cinco palestinos heridos, entre ellos dos niños. Este ataque tiene lugar apenas dos días después del linchamiento del cineasta Hamdan Ballal, codirector de No other land, en un ataque similar también protagonizado por colonos judíos.
El 29 de julio, Odeh Hadalin, activista palestino de 31 años y padre de tres hijos que ayudó a realizar el documental ganador del Óscar No Other Land, fue asesinado a tiros durante un ataque de colonos en Umm al-Khair, en la Cisjordania ocupada. Su muerte se produjo cuando un grupo de colonos irrumpió en la aldea con un buldócer. Mientras los vecinos trataban de bloquear su avance, el conductor embistió a uno de ellos con la pala. En medio del caos, uno de los colonos, identificado como Yinon Levi, comenzó a disparar repetidamente alcanzando a Hadalin.  Levi fue detenido brevemente antes de ser enviado a casa bajo arresto domiciliario, mientras que catorce palestinos de la aldea fueron encarcelados. Soldados israelíes acudieron luego a la tienda de campaña en la que se estaba celebrando el funeral de Hadalin y expulsaron de ella a todos los no fuesen habitantes de la aldea.

## Geografía y Clima
Masafer Yatta se encuentra ubicada dentro del término municipal de Yatta, en un conjunto de colinas entre 518 y 805 metros por encima del nivel del mar que se conocen también como las Colinas del Sur de Hebrón. La temperatura media anual es de 18º, la media de precipitaciones es de entre 303 y 369 mm, y la humedad media es del 60%. Entre las aldeas que conforman la zona se encuentran Khirbet Jenbah, Al Markez, Khirbet Al Halawa, Khirbet al Fakheit, Khirbet at Tabban, Khirbet al Majaz, Khirbet Asafi (Al Fouqa y At Tahta), Maghayir al 'Abeed, Mantiqat Shi'b al Batim, Qawawis, Khirbet Bir al 'Idd, Al Baqla, Khirbet Al Maq'ura, Ar Rakeez, Khirbet Khilet a-Dabe', Sadat Eth Tha'la, Sarura y Khirbet A-Tuba.

### Presencia israelí
Una serie de asentamientos israelíes rodean Masafer Yatta, todos ellos construidos en terrenos ilegalmente confiscados por las autoridades israelíes: Mao'on (2 kilómetros cuadrados), Havat Mao'on, Karmae'l (2 kilómetros cuadrados), Yaqoub Dali (5 kilómetros cuadrados) y Lifna (1 kilómetro cuadrado). Además de estos asentamientos que solo Israel considera legales, existen otros en las cercanías considerados ilegales incluso por la propia Israel, como Northwest Susiya, Avigayil, Mitzpe Yair, Havat Ma’on, Nof Nesher, Asael y Sansana, todos ellos construidos sin planificación ni permisos previos y algunos incluso sobre propiedades privadas palestinas. Numerosas resoluciones del Consejo de Seguridad de Naciones Unidas, entre ellas la resolución 2334 del 23 de diciembre de 2016, consideran todos los asentamientos israelíes en Cisjordania y Jerusalén Este "una flagrante violación del derecho internacional" y "un serio obstáculo para la paz en la zona". Además de los asentamientos, hay cuatro puestos de control israelíes en la zona, así como una carretera exclusiva para colonos y el muro de separación israelí, considerado ilegal por la Corte Internacional de Justicia de La Haya.

### Lugares de interés religioso
En la zona de Masafer Yatta hay una mezquita en la forma de una tienda de campaña y un yacimiento histórico denominado "estanque de Janba", que se encuentra actualmente abandonado. En la cercana At Tuwani se encuentra la mezquita Atqwa.

## Población y administración
|                         | 2007    | 2007    | 2007  | 2016                   | 2016     | 2016       | 2016  |
| Aldea                   | Hombres | Mujeres | Total | Aldea                  | Familias | Habitantes | Niños |
| At Tuwani               | 171     | 155     | 326   |                        |          |            |       |
| ----------------------- | ------- | ------- | ----- | ---------------------- | -------- | ---------- | ----- |
|                         |         |         |       | Khirbet Jenbah         | 44       | 308        | 149   |
|                         |         |         |       | al-Markez              | 19       | 101        | 52    |
|                         |         |         |       | Khirbet al-Halawah     | 14       | 76         | 42    |
|                         |         |         |       | Khirbet at Tabban      | 11       | 58         | 33    |
|                         |         |         |       | Khirbet al-Majaz       | 37       | 224        | 107   |
| Khirbet Asafi           | 53      | 42      | 95    | Khirbet Asafi          | 24       | 138        | 70    |
| Mantiqat Shi'b al Batim | 71      | 66      | 137   | Khirbet Khilet a-Dabe' | 11       | 65         | 29    |
| Khirbet Tawil ash Shih  | 100     | 82      | 182   | Khirbet a-Tuba         | 14       | 87         | 33    |
| Maghayir al 'Abeed      | 2       | 2       | 4     | Maghayir al 'Abeed     | 4        | 35         | 20    |
| Khirbet al Fakheit      | 114     | 117     | 231   | Khirbet al Fakheit     | 9        | 45         | 21    |
| Khirbet Bir al 'Idd     | 65      | 54      | 119   | Khirbet al-Mufaqarah   | 20       | 167        | 73    |
| Masafer Yatta           | 405     | 363     | 768   | Masafer Yatta          | 207      | 1.304      | 629   |
| Total                   | 576     | 518     | 1.094 |                        |          |            |       |

Según la Oficina Central de Estadísticas de Palestina, seis de las aldeas que conforman Masafer Yatta (Mantiqat Shi'b al-Batim, Khirbet Tawil ash-Shih, Khirbet al-Fakhit, Khirbet Bir al-Idd, Khirbet Asafi y Maghayir al-Abeed) tenían una población de 768 habitantes en 2007, de los que el 45% eran menores de 15 años. Según el trabajo de campo de la ONG israelí B'Tselem, un recuento de los habitantes de 11 de las aldeas daba un total de 1304 habitantes, de los cuales 629 eran niños. La cercana at-Tuwani sirve como centro de las localidades beduinas de Masafer Yatta. Un comité de desarrollo local cuyos miembros son nombrados por el Ministerio de Asuntos Locales de la Autoridad Nacional Palestina es el encargado de administrar Masafer Yatta.

## Educación
Según el censo de 2007, el 23,7% de los habitantes de Masafer Yatta eran analfabetos y otro 32,2% no habían ido nunca a la escuela, pese a lo cual podían leer y escribir. No hay ninguna escuela en Masafer Yatta y las autoridades israelíes han prohibido continuamente su construcción, por lo que la escuela más cercana se encuentra en At Tuwani, a 24 kilómetros de distancia. Dado que la escuela de At Tuwani no imparte educación secundaria, los alumnos deben desplazarse cuatro kilómetros más, hasta Al-Karmel, para continuar con su educación.
La violencia de los colonos, la falta de medios de transporte adecuados y las largas distancias a recorrer cada día son algunos de los principales problemas educativos para los niños de la zona.

## Sanidad
No hay centros de salud en Masafer Yatta y el único centro cercano, en At Tuwani, solamente recibe la visita de un equipo médico una vez por semana. Médicos sin Fronteras visita Masafer Yatta mensualmente. Los habitantes de la zona tienen que desplazarse entre 10 y 24 kilómetros para llegar a Yatta, donde se encuentra el hospital más cercano. A finales de 2016, Israel confiscó un tráiler que hacía las veces de clínica en la aldea de Al-Markaz.

## Economía
Todos los residentes de Masafer Yatta trabajan en el sector agrario, y el 96% de su territorio está considerado como terreno agrícola. Los 18 kilómetros de carreteras rurales que lo recorren son insuficientes a ojos de los aldeanos. Prácticamente todos los hogares de la zona tienen rebaños, y se calcula que, en 2007, en Masafer Yatta había unas 14.000 ovejas y unas 2.000 cabras.
Los propietarios de pequeñas granjas han sido los más afectados por las restricciones impuestas por Israel desde el inicio de la Segunda Intifada.

## Infraestructuras
Ninguna aldea de Masafer Yatta tiene acceso a agua corriente, electricidad, alcantarillado, recogida de basura, transporte público o sistemas de telecomunicaciones. Las autoridades israelíes niegan a los habitantes de Masafer Yatta la posibilidad de construir cualquier tipo de infraestructura en la zona, desde viviendas particulares hasta escuelas, centros de salud o carreteras.

### Consumo de agua
Israel prohíbe que los aldeanos de Masafer Yatta se conecten a las redes de agua y electricidad que se han construido para los asentamientos, incluso para los considerados ilegales por el propio Estado de Israel. Incluso las cisternas en las que las aldeas palestinas recogen agua de lluvia son continuamente demolidas por las autoridades israelíes, mientras que la explotación de diversos acuíferos situados bajo las comunidades de Masafer Yatta está prohibida por Israel. El consumo de agua en la zona, 28 litros por persona y día, es similar al de otros lugares en situación de crisis humanitaria como Darfur, en Sudán. El consumo de agua en las zonas rurales de Israel y en sus asentamientos es de 211 litros por persona y día.

### Electricidad
Al igual que sucede con el agua, las autoridades israelíes no permiten que los habitantes de Masafer Yatta tengan acceso a la red eléctrica, incluso cuando el cableado pasa a escasos metros de varias de las aldeas. Varias ONGs palestino-israelíes, danesas y suizas han suministrado paneles solares a las aldeas para que puedan autoabastecerse de electricidad, pero las autoridades israelíes han cursado órdenes de demolición de los paneles para, al menos, siete de las aldeas. El 2 de febrero de 2016, el ejército israelí confiscó tres paneles solares en Khirbet Jenbah y dos en Khirbet al-Halawah.

## En la cultura popular
El documental No Other Land, dirigido de manera conjunta por el palestino Basel Adra (oriundo de Masafer Yatta) y el israelí Yuval Abraham, muestra la vida diaria de los habitantes de las localidades de Masafer Yatta ante el acoso de los colonos y las tropas israelíes. El documental ganó el premio a Mejor Largometraje Documental en la 97.ª edición de los Premios Óscar así como también dos Osos de Oro (mejor documental y premio del público) en el Festival Internacional de Cine de Berlín de 2023.